# Belgische Karate Associatie
De Belgische Karate Associatie (BKA), in het Frans Union Belge de Karaté (UBK), is een Belgische sportbond voor karate.

## Geschiedenis
De eerste Belgische kareteka's verenigden zich in de Belgische Judo Bond (BJB). Omstreeks december 1967 werd in de schoot van deze organisatie de Belgische Karate Associatie (BKA) opgericht, hoofdinstructeur werd sensei Satoshi Miyazaki. In 1969 komt het tot een breuk tussen de BKA enerzijds en Miyazaki anderzijds, aanleiding is een weigering van de BKA om deel te nemen aan de kampioenschappen van de European Amateur Karate Federation (EAKF). Deze weigering kwam er – aldus de BKA – omdat de European Karate Federation (EKF) haar aangesloten sportfederaties verbood om deel te nemen aan internationale karate manifestaties die niet door haar werden ingericht. Doordat Miyazaki zich hiermee niet akkoord kon verklaren stichtte hij op 1 januari 1969 de Belgische Karate Vereniging (BKV). 
Naar aanleiding van de regionalisering van het sporttoelagesysteem, waarbij deze onder de bevoegdheid van de gemeenschappen viel (resp. Bloso en ADEPS), werd de BKA in 1978 opgesplitst in enerzijds de Association Francophone de Karaté (AFK) en anderzijds de Vlaamse Karate Associatie (VKA). Enige tijd later werd de AFK omgevormd tot de Association Francophone de Karaté et Arts Martiaux Affinitaires (AFKAMA), waarbinnen in 1991 een schisma plaatsvond dat leidde tot de oprichting van de Ligue Francophone de Karaté (LFK). In Vlaanderen vond een fusie plaats van de VKA met de Vlaamse Karate Vereniging (VKV), wat leidde tot de oprichting van de Vlaamse Karate Federatie (VKF) in 1984. 